# اکسکی
اکسکی (به لاتین: Akseki) یک سکونت‌گاه مسکونی در ترکیه است که در استان آنتالیا واقع شده‌است.